# Université de l'Arizona
 (novembre 2023).
Si vous disposez d'ouvrages ou d'articles de référence ou si vous connaissez des sites web de qualité traitant du thème abordé ici, merci de compléter l'article en donnant les références utiles à sa vérifiabilité et en les liant à la section « Notes et références ».
L'université de l'Arizona (UA) est une université publique située à Tucson en Arizona. Fondée en 1885, elle est donc antérieure à la création de l'État d'Arizona (1912). En automne 2010, 39 086 étudiants y étaient inscrits, ce qui représente la première population étudiante d'Arizona.
Parmi les plus importants programmes de l'université, on trouve les sciences optiques, l'astronomie et l'astrophysique. L'UA est l'une des universités les plus distinguées par la NASA avec laquelle elle participe à de nombreux programmes d'exploration spatiale. Elle est membre du réseau space-grant créé et sponsorisé par le congrès des États-Unis et qui regroupe plusieurs universités américaines pour l'étude spatiale.
L'université est également réputée pour l'hydrologie et l'hydrogéologie, la philosophie et l'anthropologie. Elle possède aussi une faculté de droit (law school) classée dans le premier tiers des facultés de droit américaines et l'une des 20 premières business school des États-Unis et la seule faculté de médecine.
Dans le domaine sportif, les Wildcats de l'Arizona défendent les couleurs d'UA.

## Histoire

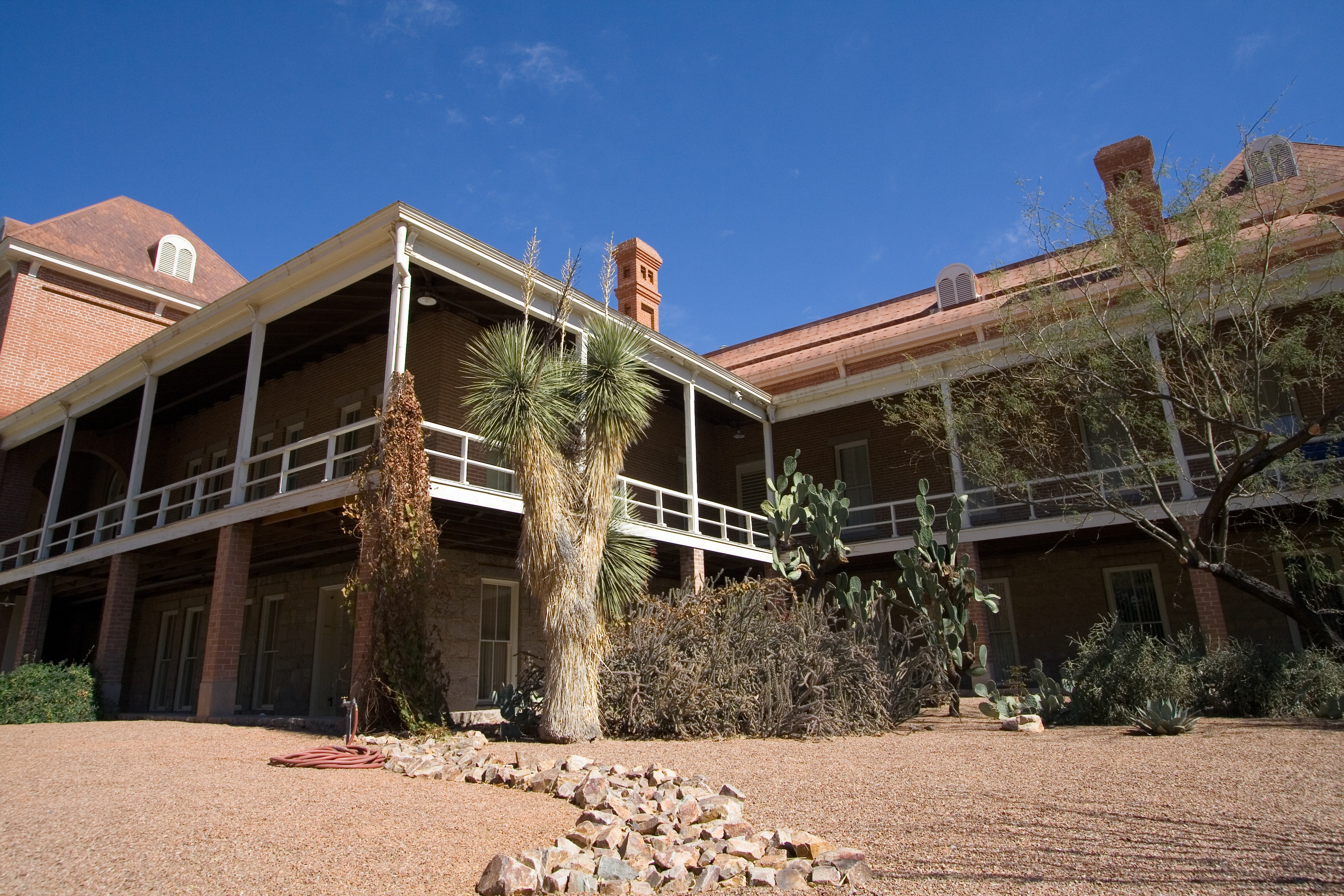
Le Old Main, le plus ancien bâtiment du campus.

La création de l'université d'Arizona fut décrétée en 1885 durant l'Arizona Territory's Thieving Thirteenth Legislature (session des représentants des territoires de l'Arizona qui n'était pas encore un État, visant à doter la région d'équipement publics : universités, lycées, prisons...). La ville de Tucson souhaitait obtenir la création de l'hôpital psychiatrique du territoire et de ses 100 000 $ de dotation au lieu des 25 000 $ alloués pour la construction de l'université (l'université d'État de l'Arizona située à proximité de Phoenix. Il fut créé la même année mais n'était, à cette date, qu'un lycée). Les représentants de la ville arrivèrent en retard à Prescott où se tenait l'assemblée, à cause d'inondations de la rivière Salée. La majeure partie des équipements publics les plus attractifs ayant déjà été distribués, Tucson dû se contenter, selon ses délégués d'un équipement peu important. De plus personne ne voulait céder un terrain pour la création de l'université. La municipalité se préparait à rendre l'argent alloué à ce projet quand deux parieurs et un patron de saloon décidèrent de donner une prairie. La première année de cours eut lieu en 1891. Il y avait 32 élèves dans le Old Main (bâtiment toujours en service, abritant les bureaux de la direction).

## Université
L'université de l'Arizona propose 334 domaines d'études permettant de décrocher des Bachelors, Masters, doctorats et des diplômes professionnels. L'université d'Arizona est la seule de la PAC-10 à ne pas utiliser le système de plus et minus pour sa notation. Les seules notes possibles sont A, B, C, D, et F (pour fail). En 2004 des discussions avaient déjà eu lieu afin d'ajouter le plus/minus aux notes (en effet un élève ayant obtenu 100/100 et un autre ayant obtenu 90/100 sont crédités d'un A. Avec le nouveau système le premier aurait A+ et le second A−). Cependant en 2012 le système des 4 lettres est toujours en vigueur.

### Admissions
L'université de l'Arizona est considérée comme une université sélective par le magazine Américain News and World Report. 69 nouveaux étudiants sont issus du programme National du Mérite Scolaire.
En 2007, les étudiants venaient de tous les États du pays. Environ 72 % d'Arizona (à noter que leurs frais d'inscriptions sont divisés environ par dix par rapport aux autres étudiants car l'UoA est une université publique d'État), environ 10 % de Californie, et d'une présence significative d'étudiants en provenance de l'Illinois, du Texas et des États de Washington et de New York. Il y avait également 2 200 étudiants étrangers issus de 122 pays. Ils représentaient environ 6 % des étudiants.

### Controverse sur lesethnic studies
En 2010, alors que les cours des études mexico-américaines (en) (MAS) font l'objet depuis quatre ans d'attaques visant à les dénigrer, une loi visant officiellement à combattre le racisme est votée en Arizona. L'objectif réel est de mettre fin à l'existence des départements d'études afro-américaines et surtout mexico-américaines, dont le surintendant de l'instruction publique Tom Horne puis son successeur John Huppenthal sont persuadés qu'elles enseignent « un chauvinisme ethnique destructeur » et « que les étudiants mexico-américains sont opprimés »,. Malgré un audit financé par le département de l'éducation de l'Arizona ne montrant aucun signe d'entorse à la nouvelle loi votée, le juge saisi pour trancher l'affaire statue à l'illégalité des enseignements du département des MAS. L'université a deux options : dissoudre le département des MAS, ou voir ses crédits coupés. Elle choisit la première solution, et procède à l'interdiction des ouvrages utilisés dans les programmes. Cette censure porte sur des livres tels que La Tempête (Shakespeare, 1610) , la Pédagogie des opprimés (Paulo Freire, 1968), Rethinking Columbus: the Next 500 Years de Bill Bigelow, Critical Race Theory de Richard Delgado, Chicano! The History of the Mexican Civil Rights Movement, etc.

## Campus

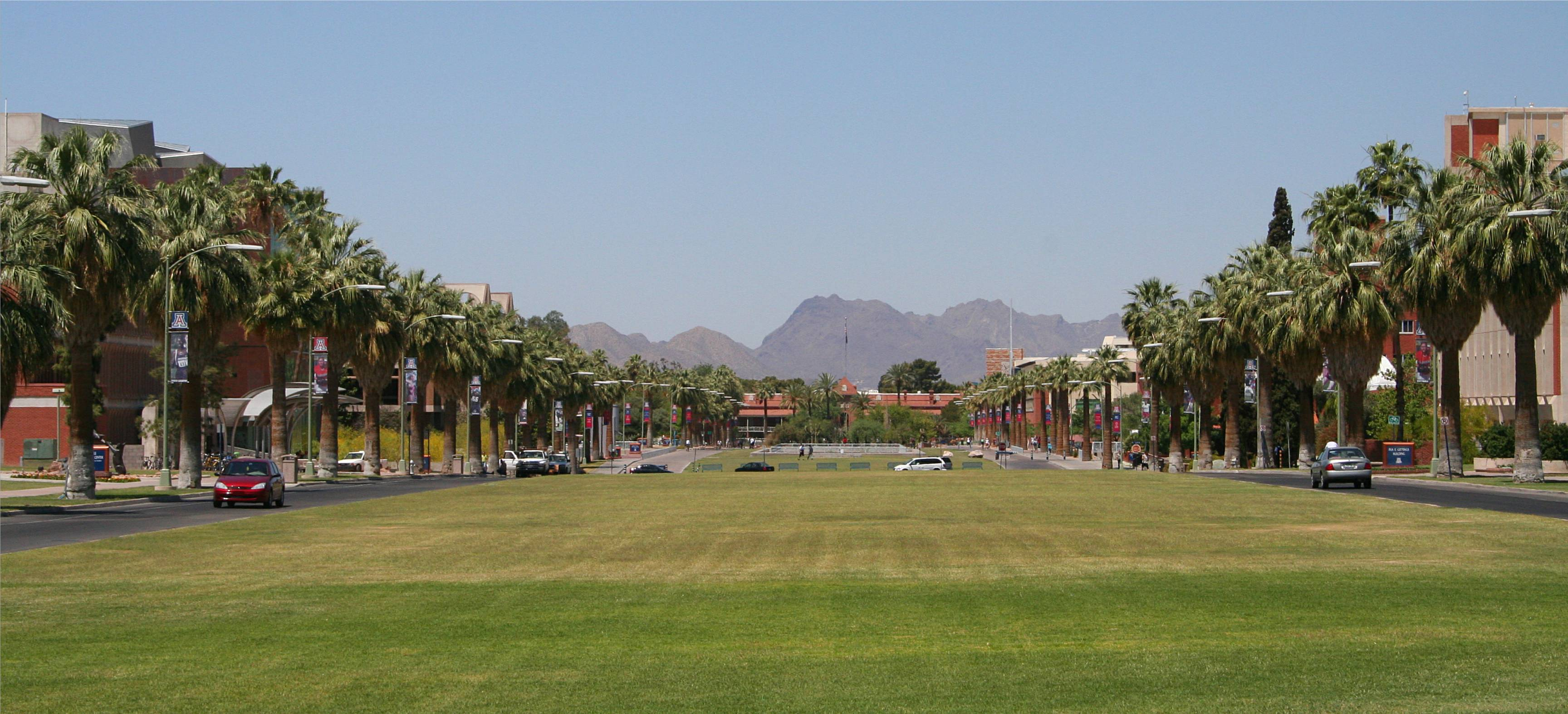
Le Mall de l'université d'Arizona.

Le campus principal recouvre environ 1,5 km² dans le centre de Tucson, à environ 1,6 km au nord-est du downtown. Il est composé de 179 bâtiments. La plupart des bâtiments anciens, incluant ceux de l' Arizona State Museum  et le Centenial Hall ont été dessinées par Roy Place, un architecte reconnu de la ville. Ce dernier utilisait quasiment exclusivement des briques rouges. La plupart des façades des bâtiments sont aujourd'hui encore composées de cette matière.
Le campus se divise grosso modo en quatre quartiers. Le Nord et le Sud sont divisés par une vaste pelouse appelée le Mall qui court du Old Main à l'Ouest jusqu'à Campbell Avenue à l'Est (une des artères principales Nord-Sud de la ville). L'Ouest et l'Est du campus sont séparés par la Highland Avenue et le Student Union Memorial Center.
Les bâtiments de sciences et de mathématiques sont dispersés dans la partie sud-ouest. Les disciplines « transversales » (communes à la plupart des cursus) au sud-est, l'art et les sciences sociales au nord-ouest. Les départements d'optique et de sciences spatiales (une des spécialités de l'université) et la bibliothèque principale se concentrent quant à eux à l'est, à côté des équipements sportifs.
Le Nord du Campus est délimité par Speedway Boulevard un des principaux axes est-ouest de Tucson. Cependant, depuis les années 1980, un certain nombre de bâtiments de l'université ont été érigés au Nord de cet axe, s'étendant ainsi dans un quartier traditionnellement destiné à l'habitat (appartements, maisons individuelles). L'université a d'ailleurs acheté un certain nombre de ces unités d'habitation afin de loger davantage d'étudiants. Le Sud du Campus est quant à lui délimité par Sixth Street. Au sud se trouvent des quartiers composés de maisons individuelles souvent louées aux étudiants.
Park Avenue est traditionnellement considéré comme la limite ouest du campus. Un long mur de pierre le long d'une grande portion de la rue en marque la limite. Seule la Old Main Gate (porte du Old Main, l'entrée principale de l'université) permet de pénétrer par l'ouest. Aux alentours de cette rue les étudiants, les professeurs et les membres du personnel peuvent trouver un grand nombre de boutiques : magasins, librairie, bars, banques, salon de thé, et les principales chaines de restauration rapide. À noter que la plupart des bâtiments destinés au commerce furent construits dans les années 1920 puis restaurés à la fin des années 1990.
Les bâtiments les plus anciens du campus sont érigés entre Park Avenue et l'Ouest du « Old Main » (avant les années 1940). L'expansion de l'université s'est fait vers l'Est entre les années 1940 et 1980.
Le Student Union Memorial Center (le centre de vie des étudiants) est situé en bordure immédiate du « Mall » (au nord de celui-ci). Il a été complètement reconstruit entre 2000 et 2003 pour passer de 25 000 m² à 37 600 m² sur quatre étages. Il comprend désormais 14 restaurants (incluant une salle de restauration entourée des principales chaînes de restauration rapide), une nouvelle librairie sur deux étages, 23 salles de réunion (pour les différents clubs), 8 salons bars (dont un dédié à l'USS Arizona, une salle informatique, un bureau de poste, une salle de reprographie, et une salle d'arcade. Une des deux cloches de USS Arizona sauvée de l'attaque sur Pearl Harbor est placée dans la tour de l'horloge du Student Union Memorial Center (elle est arrivée sur le campus en juillet 1946). Elle sonne sept fois tous les troisièmes mercredis du mois à 12h07 (heure du naufrage du cuirassé le 7 décembre 1941) et après chaque match de football américain à domicile.
La plus grande partie du campus a été créée comme un arboretum composé de plantes venant du monde entier. Le Kurch Cactus Garden accueille le plus haut boojum (en) de l'État d'Arizona.
Le Stevie Eller Dance Theatre a ouvert en 2003 le long du Mall. 2 660 m² de surface sont ainsi destinés aux étudiants pour leur programme de danse (un des plus prestigieux des États-Unis). Construit par Gould Evans, un des plus importants cabinets d'architectes de Phoenix. Le théâtre a été récompensé en 2003 par l'American institute of Architecture.
La fontaine du Berger Memorial à l'entrée Ouest du Old Main rend hommage aux étudiants de l'université morts durant la Première Guerre mondiale. Il a été érigé en 1919.
L'université produit de l'énergie renouvelable grâce à des panneaux solaires placés sur les toits de différents bâtiments du campus.

## Sports
Comme dans la plupart des grandes universités américaines, le sport a une place toute particulière au sein du campus et est doté d'un budget important. Les équipes sportives de l'UA sont surnommées les Wildcats (chat sauvage originaire d'Afrique et d'Asie). Ce surnom tient son origine de 1914 quand, à la fin d'un match contre Occidental College, l'entraineur de ces derniers dit : « Les joueurs d'Arizona se sont battus comme des Wildcats ». L'université d'Arizona concourt dans la première division de la NCAA dans la conférence Pac-12, qu'elle a rejoint en 1978.

### Football américain
La première équipe fut créée en 1899 sous le surnom des Varsity (jusqu'en 1914 où le surnom de Wildcats fit son apparition).
La période de gloire de cette équipe eut lieu dans les années 1990 grâce à l'entraîneur Dick Tomey. Sa tactique défensive, la Desert Swarm (l'Essaim du désert), était caractérisée par un jeu dur et des placements précis. En 1993, l'équipe réussit pour la première fois à remporter 10 rencontres dans la saison et remporta le Fiesta Bowl contre l'université de Miami (29 - 0). C'était la première fois en 23 années d'existence de ce Bowl que le perdant ne marquait aucun point. En 1998, l'équipe réussit la meilleure saison de son histoire (12 victoires - 1 défaite) et remporta le Holiday Bowl (diffusé sur ESPN il fut jusqu'en 2005 le Bowl le plus regardé de l'histoire) contre les Cornhuskers du Nebraska. Arizona termina la saison au quatrième rang national.